# San Jeronimo, Berriozábal
San Jeronimo är en ort i Mexiko.   Den ligger i kommunen Berriozábal och delstaten Chiapas, i den sydöstra delen av landet, 700 km öster om huvudstaden Mexico City. San Jeronimo ligger 870 meter över havet och antalet invånare är 239.
Terrängen runt San Jeronimo är kuperad österut, men västerut är den platt. Runt San Jeronimo är det mycket tätbefolkat, med 1 056 invånare per kvadratkilometer. Närmaste större samhälle är Tuxtla Gutiérrez, 15,7 km öster om San Jeronimo. I omgivningarna runt San Jeronimo växer huvudsakligen savannskog.